# Force et détermination
Force et détermination (en hongrois : Erő és elszántság) est un parti politique hongrois d'extrême droite fondé en 2017, en réaction à l'éloignement progressif du Jobbik de son positionnement originel d'extrême droite au profit d'une « position plus centriste », selon le quotidien britannique The Guardian. Ses dirigeants sont László Balázs et Zsolt Tyirityán.
Selon Reuters, le mouvement prône ouvertement le racisme contre les populations roms, ainsi que contre les réfugiés arabes et africains, et a déjà fait référence par le passé aux idéologies promues par le Parti nazi.